# Parc naturel du Cap de Creus
Le parc naturel du Cap de Creus (en catalan : Parc Natural del Cap de Creus, en espagnol : Parque natural del Cabo de Creus) est un parc naturel maritime et terrestre situé au niveau du cap du même nom. D'une superficie de 13 886 ha, dont 10 813 ha correspondent à la partie terrestre et 3 073 ha à la partie maritime, il se développe dans une des zones les plus inhabités d'Espagne.

## Historique
En 1976, l'ouvrage collectif Natura, us et abús. Llibre Blanc de la Gestió de la Natura als Països Catalans (Nature, usage ou abus. Livre blanc de la gestion de la nature dans les pays catalans) coordonné par Ramon Folch, recommande le cap de Creus comme une zone de protection.
En 1978, l'ICONA (en) présente El Inventario Abierto de Espacios Naturales de Protección Especial qui comprend aussi le cap de Creus.
En 1985, la généralité de Catalogne approuve la Loi qui établit un réseau de 144 espaces naturels protégés, dont le cap de Creus.
En 1998, la loi 4/1998 du 12 mars établit définitivement la protection du parc naturel du Cap de Creus.

## Intérêts
Le parc recèle de nombreuses richesses végétales, typique des landes et des maquis méditerranéens, ainsi que la flore des herbiers de posidonies.  La faune est variée, et comprend des endémiques. L'ensemble du parc possède de très nombreux sites archéologiques de toutes époques.